# Euregio Eisenbahn Ahaus-Alstätte

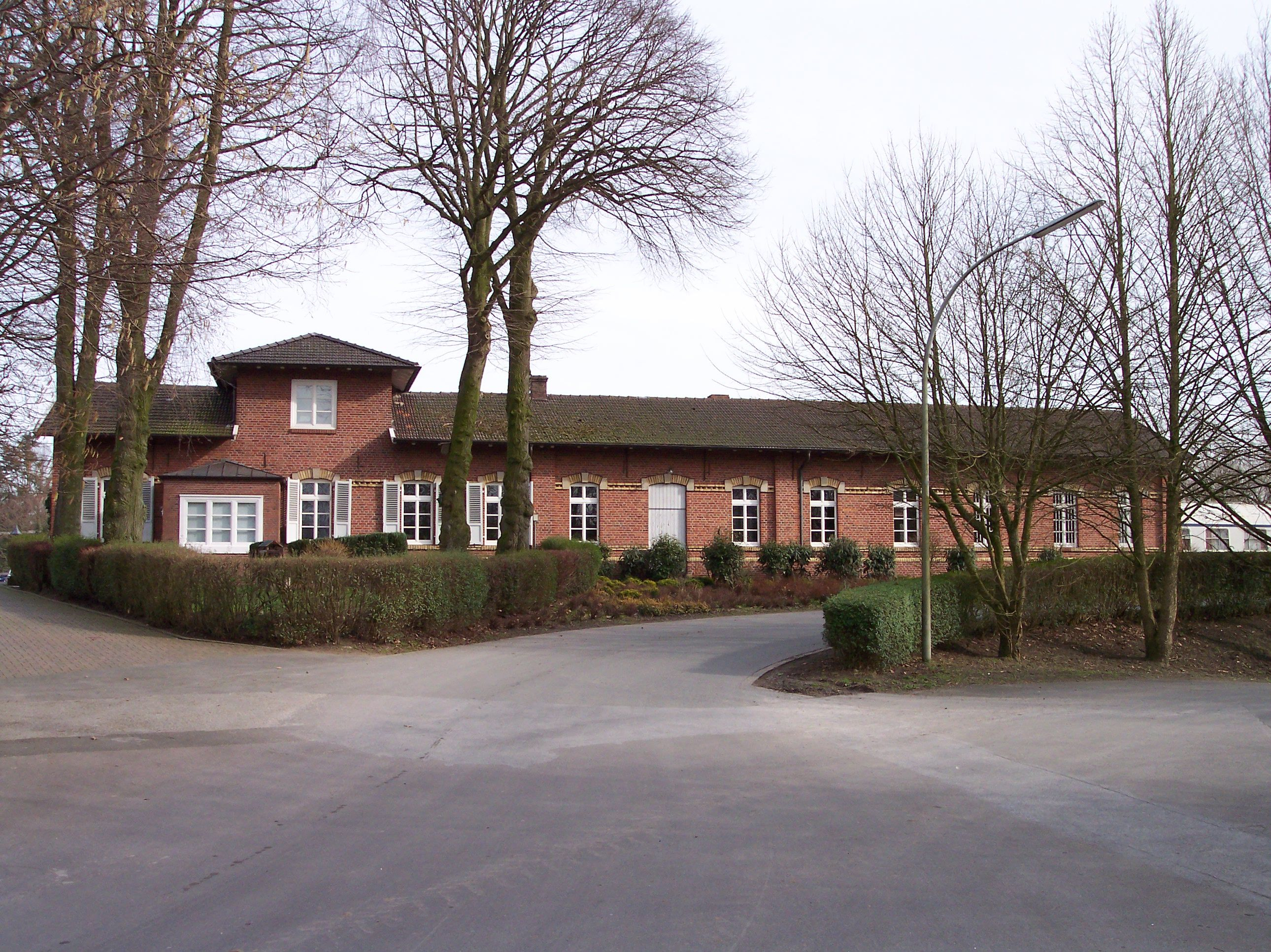
Bahnhof Alstätte

Die Euregio Eisenbahn Ahaus-Alstätte e.V. (EEA) wurde 1991 gegründet und in das Vereinsregister in Ahaus eingetragen. Der gemeinnützige Verein hat sich zum Ziel gesetzt, die regionale Kleinbahngeschichte zu bewahren. Dabei soll wertvolles verkehrs- und industriegeschichtliches Kulturgut erhalten, gepflegt und in geeigneter Art und Weise vorgestellt werden. Besonders der Beitrag der Eisenbahn zur wirtschaftlichen und gesellschaftlichen Entwicklung des westlichen Münsterlandes soll umfassend dokumentiert und der Nachwelt erhalten werden.

Diese musealen Aufgaben will die EEA in verschiedenen Projekten erfüllen und damit ein Museumsensemble schaffen, welches den besonderen Charakter der Kleinbahnen im westlichen Münsterland unterstreicht. Der Verein betreibt unter anderem den Museumszug "Pengel-Anton", der nach der Stilllegung der Ahaus-Alstätter Eisenbahn am 24. März 2007 als letzter Zug den Heimatbahnhof Alstätte verließ und nun beim Verein zur Erhaltung und Förderung des Schienenverkehrs Bocholt e.V auf der Strecke Bocholt–Mussum verkehrt.